# María Martín (Schauspielerin)
María Martín Vargas (* 14. Juli 1923 in Marbella; † 6. Oktober 2014 in Barcelona) war eine spanische Schauspielerin.
Martíns Familie hat schwedische Wurzeln; so wurde die blonde Darstellerin schnell als nordische Schönheit in ihrem ersten Film, La niña está loca aus dem Jahr 1942, besetzt. Nach ihrer Übersiedelung nach Barcelona drehte sie mehrere Male mit Ignacio F. Iquino; bis 1998 zeigte sie in über achtzig Rollen für Film und Fernsehen, darunter zahlreiche Genrefilme, ihr Können in Interpretationen öfters auch moralisch nicht einwandfreier Frauen und als eine der klassischen Vamps des spanischen Filmes. Dabei benutzte sie auch den Namen Mery Mertin. Während der 1950er Jahre verbrachte sie einige Zeit in Italien, wo sie künstlerisch wie persönlich Adriano Rimoldi bis zu dessen frühen Tod 1965 verbunden war und in einigen Filmen und Theaterrevuen mitwirkte. In den 1970er Jahren drehte sie auch einige Male in Mexiko.

## Filmografie (Auswahl)
- 1943: La niña está loca
- 1960: Compadece al delincuente
- 1967: Bandidos (Bandidos)
- 1967: Die Grausamen (I crudeli)
- 1968: An den Galgen, Bastardo (¿Quien grita venganza?)
- 1968: Four Rode Out
- 1970: Bleigewitter (Reverendo Colt)
- 1970: … und Santana tötet sie alle (Un par de asesinos)
- 1971: Mord in der Rue Morgue (Murders in the Rue Morgue)
- 1971: Un colt por 4 cirios
- 1998: A las once in casa (Fernsehserie, eine Folge)